# Convocazioni per il campionato europeo femminile di calcio 2013
Questa pagina elenca tutte le calciatrici convocate per il campionato europeo femminile di calcio di Svezia 2013.
Statistiche, squadre di club ed età delle calciatrici sono aggiornate al 10 luglio 2013, giorno di inizio della competizione.

## Regolamentazione
Ognuna delle dodici nazionali qualificate alla fase finale del torneo venne invitata a presentare alla UEFA un elenco di 23 calciatrici, composte dalle sole atlete ammesse a partecipare alla competizione per tutta la sua durata. Prima di annunciare la rosa definitiva, ciascuna federazione dovette inviare entro il 10 giugno 2013 una lista preliminare di 40 calciatrici, che avrebbe poi dovuto essere ridotta alle 23 previste (di cui tre portieri) dal regolamento entro il 30 giugno 2013.
La sostituzione delle calciatrici gravemente infortunate fu permessa fino al 10 luglio 2013, giorno di inizio della competizione, a patto che le atlete in sostituzione di esse fossero già presenti nella lista preliminare inviata alla UEFA.
Le rose delle squadre vennero pubblicate ufficialmente il 3 luglio 2013.

## Elenco

### Gruppo A

#### Danimarca
La rosa definitiva della squadra venne annunciata il 21 giugno 2013. Il portiere Heidi Johansen fu esclusa a causa di un infortunio.
Selezionatore: Kenneth Heiner-Møller
| N. | Pos. | Giocatore               | Data nascita (età)         | Pres. | Reti | Squadra           |
| -- | ---- | ----------------------- | -------------------------- | ----- | ---- | ----------------- |
| 1  | P    | Stina Lykke Petersen    | 9 febbraio 1986 (27 anni)  | 20    | 0    | Brøndby           |
| 2  | D    | Line Røddik Hansen      | 31 gennaio 1988 (25 anni)  | 82    | 10   | Tyresö FF         |
| 3  | C    | Katrine Pedersen (c)    | 13 agosto 1977 (35 anni)   | 205   | 9    | Stabæk            |
| 4  | D    | Christina Ørntoft       | 2 luglio 1985 (28 anni)    | 59    | 1    | Brøndby           |
| 5  | D    | Janni Arnth Jensen      | 15 ottobre 1986 (26 anni)  | 36    | 1    | Fortuna Hjørring  |
| 6  | C    | Mariann Gajhede Knudsen | 16 novembre 1984 (28 anni) | 88    | 2    | Linköping         |
| 7  | A    | Emma Madsen             | 18 novembre 1988 (24 anni) | 2     | 0    | Brøndby           |
| 8  | C    | Julie Rydahl Bukh       | 9 gennaio 1982 (31 anni)   | 86    | 10   | Brøndby           |
| 9  | C    | Nanna Christiansen      | 17 giugno 1989 (24 anni)   | 48    | 4    | Brøndby           |
| 10 | A    | Pernille Harder         | 15 gennaio 1992 (21 anni)  | 43    | 21   | Linköping         |
| 11 | C    | Katrine Veje            | 19 giugno 1991 (22 anni)   | 49    | 5    | LdB Malmö         |
| 12 | C    | Line Jensen             | 23 agosto 1991 (21 anni)   | 21    | 1    | Fortuna Hjørring  |
| 13 | C    | Johanna Rasmussen       | 2 luglio 1983 (30 anni)    | 105   | 29   | Kristianstads DFF |
| 14 | D    | Malene Olsen            | 2 febbraio 1982 (31 anni)  | 13    | 0    | Brøndby           |
| 15 | C    | Sofie Junge Pedersen    | 24 aprile 1992 (21 anni)   | 15    | 2    | Fortuna Hjørring  |
| 16 | P    | Cecilie Sørensen        | 25 marzo 1987 (26 anni)    | 2     | 0    | B93/HIK/Skjold    |
| 17 | A    | Nadia Nadim             | 2 gennaio 1988 (25 anni)   | 36    | 5    | Fortuna Hjørring  |
| 18 | D    | Theresa Nielsen         | 20 luglio 1986 (26 anni)   | 57    | 3    | Brøndby           |
| 19 | D    | Mia Brogaard            | 15 ottobre 1981 (31 anni)  | 68    | 3    | Brøndby           |
| 20 | C    | Sine Hovesen            | 19 agosto 1987 (25 anni)   | 12    | 1    | Fortuna Hjørring  |
| 21 | D    | Cecilie Sandvej         | 13 giugno 1990 (23 anni)   | 6     | 0    | Brøndby           |
| 22 | P    | Katrine Abel            | 28 giugno 1990 (23 anni)   | 0     | 0    | Taastrup FC       |
| 23 | C    | Karoline Smidt Nielsen  | 12 maggio 1994 (19 anni)   | 4     | 0    | Fortuna Hjørring  |

#### Finlandia
La rosa definitiva della squadra venne annunciata il 28 giugno 2013. L'attaccante Linda Sällström e il capitano Maija Saari furono escluse a causa di un infortunio.
Selezionatore:  Andrée Jeglertz
| N. | Pos. | Giocatore                | Data nascita (età) | Pres. | Reti | Squadra          |
| -- | ---- | ------------------------ | ------------------ | ----- | ---- | ---------------- |
| 1  | P    | Minna Meriluoto          | 4 ottobre 1985     | 44    | 0    | Jitex BK         |
| 2  | D    | Nea-Stina Liljedahl      | 16 gennaio 1993    | 0     | 0    | Honka            |
| 3  | D    | Tuija Hyyrynen           | 10 marzo 1988      | 53    | 0    | Umeå IK          |
| 4  | D    | Susanna Lehtinen         | 5 agosto 1983      | 68    | 3    | KIF Örebro       |
| 5  | C    | Tiina Saario             | 15 gennaio 1982    | 20    | 0    | Åland United     |
| 6  | D    | Laura Kivistö            | 26 giugno 1981     | 9     | 0    | PK-35 Vantaa     |
| 7  | C    | Annika Kukkonen          | 12 aprile 1990     | 38    | 1    | Sunnanå SK       |
| 8  | D    | Katri Nokso-Koivisto     | 22 novembre 1982   | 76    | 1    | LSK Kvinner      |
| 9  | A    | Marianna Tolvanen        | 27 dicembre 1992   | 30    | 4    | Honka            |
| 10 | C    | Emmi Alanen              | 30 aprile 1991     | 26    | 6    | Kokkola Futis 10 |
| 11 | C    | Nora Heroum              | 20 luglio 1994     | 12    | 0    | Honka            |
| 12 | P    | Siiri Välimaa            | 10 aprile 1990     | 0     | 0    | NiceFutis        |
| 13 | C    | Heidi Kivelä             | 6 novembre 1988    | 3     | 0    | PK-35 Vantaa     |
| 14 | A    | Sanna Talonen            | 15 giugno 1984     | 87    | 24   | KIF Örebro       |
| 15 | A    | Leena Puranen            | 16 ottobre 1986    | 55    | 6    | Jitex BK         |
| 16 | D    | Anna Westerlund          | 9 aprile 1989      | 56    | 0    | Piteå IF         |
| 17 | A    | Jaana Lyytikäinen        | 22 ottobre 1982    | 32    | 2    | Åland United     |
| 18 | C    | Natalia Kuikka           | 1º dicembre 1995   | 2     | 0    | Merilappi United |
| 19 | A    | Henni Malinen            | 17 novembre 1988   | 0     | 0    | Honka            |
| 20 | A    | Annica Sjölund           | 31 marzo 1985      | 62    | 14   | Jitex BK         |
| 21 | A    | Ella Vanhanen            | 15 settembre 1993  | 2     | 0    | Pallokissat      |
| 22 | D    | Pirjo Leppikangas        | 12 settembre 1987  | 2     | 0    | PK-35 Vantaa     |
| 23 | P    | Tinja-Riikka Korpela (c) | 5 maggio 1986      | 45    | 0    | LSK Kvinner      |

#### Italia
La rosa definitiva della squadra venne annunciata il 1º luglio 2013. Il difensore Elisabetta Tona fu esclusa a causa di un infortunio e sostituita da Federica Di Criscio.
Selezionatore: Antonio Cabrini
| N. | Pos. | Giocatore            | Data nascita (età)         | Pres. | Reti | Squadra          |
| -- | ---- | -------------------- | -------------------------- | ----- | ---- | ---------------- |
| 1  | P    | Sara Penzo           | 16 dicembre 1989 (23 anni) | 7     | 0    | Brescia          |
| 2  | D    | Sara Gama            | 27 marzo 1989 (24 anni)    | 68    | 5    | Brescia          |
| 3  | D    | Roberta D'Adda       | 5 ottobre 1981 (31 anni)   | 71    | 1    | Brescia          |
| 4  | C    | Alessia Tuttino      | 15 marzo 1983 (30 anni)    | 117   | 8    | Tavagnacco       |
| 5  | D    | Federica Di Criscio  | 12 maggio 1993 (20 anni)   | 3     | 0    | Bardolino Verona |
| 6  | D    | Laura Neboli         | 14 marzo 1988 (25 anni)    | 26    | 0    | 2001 Duisburg    |
| 7  | C    | Giulia Domenichetti  | 29 aprile 1984 (29 anni)   | 81    | 6    | Torres           |
| 8  | A    | Melania Gabbiadini   | 28 agosto 1983 (29 anni)   | 86    | 30   | Bardolino Verona |
| 9  | A    | Patrizia Panico (c)  | 8 febbraio 1975 (38 anni)  | 184   | 98   | Torres           |
| 10 | A    | Cristiana Girelli    | 23 aprile 1990 (23 anni)   | 5     | 0    | Bardolino Verona |
| 11 | C    | Alice Parisi         | 11 dicembre 1990 (22 anni) | 48    | 8    | Tavagnacco       |
| 12 | P    | Chiara Marchitelli   | 4 maggio 1985 (28 anni)    | 40    | 0    | Tavagnacco       |
| 13 | C    | Elisa Camporese      | 16 marzo 1984 (29 anni)    | 84    | 23   | Tavagnacco       |
| 14 | A    | Sandy Iannella       | 6 aprile 1987 (26 anni)    | 22    | 1    | Torres           |
| 15 | A    | Ilaria Mauro         | 22 maggio 1988 (25 anni)   | 8     | 0    | Tavagnacco       |
| 16 | D    | Elisa Bartoli        | 7 maggio 1991 (22 anni)    | 0     | 0    | Torres           |
| 17 | C    | Martina Rosucci      | 9 maggio 1992 (21 anni)    | 0     | 0    | Brescia          |
| 18 | C    | Daniela Stracchi     | 2 settembre 1983 (29 anni) | 6     | 0    | Torres           |
| 19 | A    | Paola Brumana        | 26 novembre 1982 (30 anni) | 6     | 0    | Tavagnacco       |
| 20 | D    | Raffaella Manieri    | 21 novembre 1986 (26 anni) | 31    | 3    | Torres           |
| 21 | D    | Giorgia Motta        | 18 marzo 1984 (29 anni)    | 26    | 0    | Torres           |
| 22 | P    | Katja Schroffenegger | 28 aprile 1991 (22 anni)   | 4     | 0    | Jena             |
| 23 | D    | Cecilia Salvai       | 2 dicembre 1993 (19 anni)  | 1     | 0    | Rapid Lugano     |

#### Svezia
La rosa definitiva della squadra venne annunciata il 25 giugno 2013.
Selezionatrice: Pia Sundhage
| N. | Pos. | Giocatore           | Data nascita (età)          | Pres. | Reti | Squadra              |
| -- | ---- | ------------------- | --------------------------- | ----- | ---- | -------------------- |
| 1  | P    | Kristin Hammarström | 29 marzo 1982 (31 anni)     | 22    | 0    | Kopparbergs/Göteborg |
| 2  | D    | Charlotte Rohlin    | 20 dicembre 1980 (32 anni)  | 61    | 6    | Linköping            |
| 3  | D    | Stina Segerström    | 17 giugno 1982 (31 anni)    | 57    | 3    | Kopparbergs/Göteborg |
| 4  | D    | Amanda Ilestedt     | 17 gennaio 1993 (20 anni)   | 1     | 0    | LdB Malmö            |
| 5  | D    | Nilla Fischer       | 20 agosto 1984 (28 anni)    | 102   | 15   | Linköping            |
| 6  | D    | Sara Thunebro       | 26 aprile 1979 (34 anni)    | 107   | 5    | Tyresö FF            |
| 7  | C    | Lisa Dahlkvist      | 6 febbraio 1987 (26 anni)   | 70    | 9    | Tyresö FF            |
| 8  | A    | Lotta Schelin (c)   | 27 febbraio 1984 (29 anni)  | 121   | 54   | Olympique Lione      |
| 9  | A    | Kosovare Asllani    | 29 luglio 1989 (23 anni)    | 50    | 11   | Paris Saint-Germain  |
| 10 | A    | Sofia Jakobsson     | 23 aprile 1990 (23 anni)    | 31    | 5    | Chelsea              |
| 11 | A    | Antonia Göransson   | 16 settembre 1990 (22 anni) | 36    | 7    | Turbine Potsdam      |
| 12 | P    | Hedvig Lindahl      | 29 aprile 1983 (30 anni)    | 91    | 0    | Kristianstads DFF    |
| 13 | C    | Emmelie Konradsson  | 9 aprile 1989 (24 anni)     | 7     | 0    | Umeå IK              |
| 14 | A    | Josefine Öqvist     | 23 luglio 1983 (29 anni)    | 73    | 18   | Kristianstads DFF    |
| 15 | C    | Therese Sjögran     | 8 aprile 1977 (36 anni)     | 183   | 19   | LdB Malmö            |
| 16 | D    | Lina Nilsson        | 17 giugno 1987 (26 anni)    | 44    | 0    | LdB Malmö            |
| 17 | C    | Caroline Seger      | 19 marzo 1985 (28 anni)     | 107   | 14   | Tyresö FF            |
| 18 | D    | Jessica Samuelsson  | 30 gennaio 1992 (21 anni)   | 7     | 0    | Linköping            |
| 19 | D    | Elin Magnusson      | 20 giugno 1982 (31 anni)    | 1     | 0    | KIF Örebro           |
| 20 | C    | Marie Hammarström   | 29 marzo 1982 (31 anni)     | 35    | 4    | Kopparbergs/Göteborg |
| 21 | P    | Sofia Lundgren      | 20 settembre 1982 (30 anni) | 30    | 0    | Linköping            |
| 22 | C    | Olivia Schough      | 11 marzo 1991 (22 anni)     | 5     | 0    | Kopparbergs/Göteborg |
| 23 | A    | Jenny Hjohlman      | 13 febbraio 1990 (23 anni)  | 1     | 0    | Umeå IK              |

### Gruppo B

#### Germania
La rosa definitiva della squadra venne annunciata il 20 giugno 2013.
Selezionatrice: Silvia Neid
| N. | Pos. | Giocatore              | Data nascita (età)          | Pres. | Reti | Squadra             |
| -- | ---- | ---------------------- | --------------------------- | ----- | ---- | ------------------- |
| 1  | P    | Nadine Angerer (c)     | 10 novembre 1978 (34 anni)  | 118   | 0    | 1. FFC Francoforte  |
| 2  | D    | Bianca Schmidt         | 23 gennaio 1990 (23 anni)   | 33    | 2    | 1. FFC Francoforte  |
| 3  | D    | Saskia Bartusiak       | 9 settembre 1982 (30 anni)  | 68    | 0    | 1. FFC Francoforte  |
| 4  | D    | Leonie Maier           | 29 settembre 1992 (20 anni) | 9     | 2    | Bad Neuenahr        |
| 5  | D    | Annike Krahn           | 1º luglio 1985 (28 anni)    | 88    | 4    | Paris Saint-Germain |
| 6  | C    | Simone Laudehr         | 12 luglio 1986 (26 anni)    | 59    | 14   | 1. FFC Francoforte  |
| 7  | C    | Melanie Behringer      | 18 novembre 1985 (27 anni)  | 88    | 24   | 1. FFC Francoforte  |
| 8  | C    | Nadine Keßler          | 4 aprile 1988 (25 anni)     | 12    | 4    | Wolfsburg           |
| 9  | A    | Lena Lotzen            | 11 settembre 1993 (19 anni) | 10    | 0    | Bayern Monaco       |
| 10 | A    | Dzsenifer Marozsán     | 18 aprile 1992 (21 anni)    | 18    | 6    | 1. FFC Francoforte  |
| 11 | A    | Anja Mittag            | 18 aprile 1985 (28 anni)    | 91    | 16   | LdB Malmö           |
| 12 | P    | Almuth Schult          | 4 giugno 1987 (26 anni)     | 11    | 0    | Bad Neuenahr        |
| 13 | A    | Célia Okoyino da Mbabi | 27 giugno 1988 (25 anni)    | 79    | 41   | Bad Neuenahr        |
| 14 | C    | Isabelle Linden        | 15 gennaio 1991 (22 anni)   | 1     | 0    | Bayer Leverkusen    |
| 15 | D    | Jennifer Cramer        | 24 febbraio 1993 (20 anni)  | 5     | 0    | Turbine Potsdam     |
| 16 | C    | Melanie Leupolz        | 14 aprile 1994 (19 anni)    | 2     | 0    | Friburgo            |
| 17 | D    | Josephine Henning      | 8 settembre 1989 (23 anni)  | 14    | 0    | Wolfsburg           |
| 18 | C    | Svenja Huth            | 25 gennaio 1991 (22 anni)   | 15    | 0    | 1. FFC Francoforte  |
| 19 | C    | Fatmire Bajramaj       | 1º aprile 1988 (25 anni)    | 62    | 13   | 1. FFC Francoforte  |
| 20 | C    | Lena Goeßling          | 8 marzo 1986 (27 anni)      | 50    | 4    | Wolfsburg           |
| 21 | P    | Laura Benkarth         | 14 ottobre 1992 (20 anni)   | 0     | 0    | Friburgo            |
| 22 | D    | Luisa Wensing          | 8 febbraio 1993 (20 anni)   | 13    | 0    | Wolfsburg           |
| 23 | C    | Sara Däbritz           | 15 febbraio 1995 (18 anni)  | 1     | 0    | Friburgo            |

#### Islanda
La rosa definitiva della squadra venne annunciata il 24 giugno 2013. L'attaccante Katrín Ásbjörnsdóttir fu esclusa a causa di un infortunio e sostituita da Soffíu Gunnarsdóttur.
Selezionatore: Siggi Eyjólfsson
| N. | Pos. | Giocatore                      | Data nascita (età)          | Pres. | Reti | Squadra           |
| -- | ---- | ------------------------------ | --------------------------- | ----- | ---- | ----------------- |
| 1  | P    | Þóra Björg Helgadóttir         | 5 maggio 1981 (32 anni)     | 98    | 0    | LdB Malmö         |
| 2  | D    | Sif Atladóttir                 | 15 luglio 1985 (27 anni)    | 47    | 0    | Kristianstads DFF |
| 3  | D    | Ólína Guðbjörg Viðarsdóttir    | 16 novembre 1982 (30 anni)  | 60    | 2    | Valur             |
| 4  | D    | Glódís Perla Viggósdóttir      | 27 giugno 1995 (18 anni)    | 9     | 0    | Stjarnan          |
| 5  | D    | Hallbera Guðný Gísladóttir     | 14 settembre 1986 (26 anni) | 40    | 1    | Piteå IF          |
| 6  | A    | Hólmfríður Magnúsdóttir        | 20 settembre 1984 (28 anni) | 82    | 32   | Avaldsnes         |
| 7  | C    | Sara Björk Gunnarsdóttir       | 29 settembre 1990 (22 anni) | 60    | 14   | LdB Malmö         |
| 8  | D    | Katrín Jónsdóttir (c)          | 31 luglio 1977 (35 anni)    | 128   | 21   | Umeå IK           |
| 9  | A    | Margrét Lára Viðarsdóttir      | 25 luglio 1986 (26 anni)    | 88    | 69   | Kristianstads DFF |
| 10 | C    | Dóra María Lárusdóttir         | 24 luglio 1985 (27 anni)    | 90    | 15   | Valur             |
| 11 | C    | Katrín Ómarsdóttir             | 27 giugno 1987 (26 anni)    | 53    | 9    | Liverpool         |
| 12 | P    | Sandra Sigurðardóttir          | 2 ottobre 1986 (26 anni)    | 6     | 0    | Stjarnan          |
| 13 | P    | Guðbjörg Gunnarsdóttir         | 10 maggio 1985 (28 anni)    | 23    | 0    | Avaldsnes         |
| 14 | C    | Dagný Brynjarsdóttir           | 10 agosto 1991 (21 anni)    | 30    | 3    | Valur             |
| 15 | D    | Anna Björk Kristjánsdóttir     | 14 ottobre 1989 (23 anni)   | 0     | 0    | Stjarnan          |
| 16 | A    | Harpa Þorsteinsdóttir          | 27 giugno 1986 (27 anni)    | 29    | 1    | Stjarnan          |
| 17 | D    | Elísa Viðarsdóttir             | 26 maggio 1991 (22 anni)    | 8     | 0    | ÍBV Vestmannæyja  |
| 18 | C    | Guðný Björk Óðinsdóttir        | 27 settembre 1988 (24 anni) | 33    | 0    | Kristianstads DFF |
| 19 | A    | Fanndís Friðriksdóttir         | 9 maggio 1990 (23 anni)     | 38    | 2    | Kolbotn           |
| 20 | D    | Þórunn Helga Jónsdóttir        | 17 dicembre 1984 (28 anni)  | 9     | 0    | Avaldsnes         |
| 21 | C    | Soffía Arnþrúður Gunnarsdóttir | 22 ottobre 1987 (25 anni)   | 0     | 0    | Stjarnan          |
| 22 | A    | Rakel Hönnudóttir              | 30 dicembre 1988 (24 anni)  | 50    | 3    | Breiðablik        |
| 23 | A    | Elín Metta Jensen              | 1º marzo 1995 (18 anni)     | 4     | 0    | Valur             |

#### Paesi Bassi
La rosa definitiva della squadra venne annunciata il 30 giugno 2013. Il difensore Mandy van den Berg e il centrocampista Marlous Pieëte furono escluse a causa di un infortunio e sostituite da Merel van Dongen e Maayke Heuver.
Selezionatore: Roger Reijners
| N. | Pos. | Giocatore                    | Data nascita (età)         | Pres. | Reti | Squadra              |
| -- | ---- | ---------------------------- | -------------------------- | ----- | ---- | -------------------- |
| 1  | P    | Loes Geurts                  | 12 gennaio 1986 (27 anni)  | 84    | 0    | Vittsjö GIK          |
| 2  | D    | Dyanne Bito                  | 10 agosto 1981 (31 anni)   | 136   | 6    | Telstar              |
| 3  | D    | Daphne Koster (c)            | 13 marzo 1981 (32 anni)    | 133   | 6    | Ajax                 |
| 4  | D    | Merel van Dongen             | 11 febbraio 1993 (20 anni) | 1     | 0    | Alabama Crimson Tide |
| 5  | D    | Claudia van den Heiligenberg | 25 marzo 1985 (28 anni)    | 83    | 7    | Telstar              |
| 6  | C    | Anouk Hoogendijk             | 6 maggio 1985 (28 anni)    | 91    | 8    | Ajax                 |
| 7  | C    | Kirsten van de Ven           | 11 maggio 1985 (28 anni)   | 69    | 15   | Tyresö FF            |
| 8  | C    | Sherida Spitse               | 29 maggio 1990 (23 anni)   | 79    | 12   | Twente               |
| 9  | A    | Manon Melis                  | 31 agosto 1986 (26 anni)   | 98    | 45   | LdB Malmö            |
| 10 | C    | Daniëlle van de Donk         | 5 agosto 1991 (21 anni)    | 18    | 1    | FCE/PSV              |
| 11 | A    | Lieke Martens                | 16 dicembre 1992 (20 anni) | 22    | 7    | 2001 Duisburg        |
| 12 | C    | Maayke Heuver                | 26 luglio 1990 (22 anni)   | 12    | 1    | Twente               |
| 13 | A    | Sylvia Smit                  | 4 luglio 1986 (27 anni)    | 106   | 30   | PEC Zwolle           |
| 14 | C    | Renée Slegers                | 5 febbraio 1989 (24 anni)  | 32    | 5    | Linköping            |
| 15 | D    | Leonne Stentler              | 23 aprile 1986 (27 anni)   | 17    | 0    | Ajax                 |
| 16 | P    | Sari van Veenendaal          | 3 aprile 1990 (23 anni)    | 6     | 0    | Twente               |
| 17 | D    | Siri Worm                    | 20 aprile 1992 (21 anni)   | 5     | 0    | Twente               |
| 18 | C    | Anouk Dekker                 | 15 novembre 1986 (26 anni) | 18    | 2    | Twente               |
| 19 | A    | Mandy Versteegt              | 23 febbraio 1990 (23 anni) | 3     | 0    | Ajax                 |
| 20 | C    | Desiree van Lunteren         | 30 dicembre 1992 (20 anni) | 6     | 1    | Ajax                 |
| 21 | A    | Chantal de Ridder            | 19 gennaio 1989 (24 anni)  | 47    | 11   | Ajax                 |
| 22 | D    | Mirte Roelvink               | 23 novembre 1985 (27 anni) | 8     | 0    | Gütersloh            |
| 23 | P    | Angela Christ                | 6 marzo 1989 (24 anni)     | 11    | 0    | PSV/FC Eindhoven     |

#### Norvegia
La rosa definitiva della squadra venne annunciata il 13 giugno 2013. Le attaccanti Isabell Herlovsen e Cecilie Pedersen furono escluse a causa di un infortunio.
Selezionatore: Even Pellerud
| N. | Pos. | Giocatore                | Data nascita (età)          | Pres. | Reti | Squadra         |
| -- | ---- | ------------------------ | --------------------------- | ----- | ---- | --------------- |
| 1  | P    | Ingrid Hjelmseth         | 10 aprile 1980 (33 anni)    | 67    | 0    | Stabæk          |
| 2  | D    | Marita Skammelsrud Lund  | 29 gennaio 1989 (24 anni)   | 43    | 2    | LSK Kvinner     |
| 3  | D    | Marit Fiane Christensen  | 11 dicembre 1980 (32 anni)  | 81    | 10   | Amazon Grimstad |
| 4  | C    | Ingvild Stensland (c)    | 3 agosto 1981 (31 anni)     | 123   | 8    | Stabæk          |
| 5  | D    | Toril Hetland Akerhaugen | 5 marzo 1982 (31 anni)      | 50    | 0    | Stabæk          |
| 6  | D    | Maren Mjelde             | 6 novembre 1989 (23 anni)   | 55    | 5    | Turbine Potsdam |
| 7  | C    | Trine Bjerke Rønning     | 14 giugno 1982 (31 anni)    | 132   | 20   | Stabæk          |
| 8  | C    | Solveig Gulbrandsen      | 12 gennaio 1981 (32 anni)   | 163   | 47   | Vålerenga       |
| 9  | A    | Elise Thorsnes           | 14 agosto 1988 (24 anni)    | 60    | 11   | Stabæk          |
| 10 | A    | Caroline Graham Hansen   | 18 febbraio 1995 (18 anni)  | 16    | 4    | Stabæk          |
| 11 | A    | Leni Larsen Kaurin       | 21 marzo 1981 (32 anni)     | 96    | 5    | Stabæk          |
| 12 | P    | Silje Vesterbekkmo       | 22 giugno 1983 (30 anni)    | 3     | 0    | Røa             |
| 13 | A    | Melissa Bjånesøy         | 18 aprile 1992 (21 anni)    | 7     | 1    | Sandviken       |
| 14 | C    | Gry Tofte Ims            | 2 marzo 1986 (27 anni)      | 30    | 3    | Klepp           |
| 15 | D    | Nora Holstad Berge       | 26 marzo 1987 (26 anni)     | 26    | 0    | Arna-Bjørnar    |
| 16 | D    | Kristine Wigdahl Hegland | 8 agosto 1992 (20 anni)     | 20    | 1    | Arna-Bjørnar    |
| 17 | A    | Lene Mykjåland           | 20 febbraio 1987 (26 anni)  | 54    | 9    | LSK Kvinner     |
| 18 | C    | Ingrid Ryland            | 29 maggio 1989 (24 anni)    | 18    | 0    | Arna-Bjørnar    |
| 19 | C    | Ingvild Isaksen          | 10 febbraio 1989 (24 anni)  | 29    | 0    | Kolbotn         |
| 20 | A    | Emilie Haavi             | 16 giugno 1992 (21 anni)    | 21    | 5    | LSK Kvinner     |
| 21 | A    | Ada Hegerberg            | 10 luglio 1995 (18 anni)    | 9     | 4    | Turbine Potsdam |
| 22 | C    | Cathrine Dekkerhus       | 17 settembre 1992 (20 anni) | 5     | 0    | Stabæk          |
| 23 | P    | Nora Neset Gjøen         | 20 febbraio 1992 (21 anni)  | 2     | 0    | Kolbotn         |

### Gruppo C

#### Inghilterra
La rosa definitiva della squadra venne annunciata il 17 giugno 2013.
Selezionatrice: Hope Powell
| N. | Pos. | Giocatore           | Data nascita (età)         | Pres. | Reti | Squadra              |
| -- | ---- | ------------------- | -------------------------- | ----- | ---- | -------------------- |
| 1  | P    | Karen Bardsley      | 27 ottobre 1984 (28 anni)  | 29    | 0    | Lincoln City         |
| 2  | D    | Alex Scott          | 14 ottobre 1984 (28 anni)  | 98    | 12   | Arsenal              |
| 3  | D    | Steph Houghton      | 23 aprile 1988 (25 anni)   | 35    | 6    | Arsenal              |
| 4  | C    | Jill Scott          | 2 febbraio 1987 (26 anni)  | 67    | 12   | Everton              |
| 5  | D    | Sophie Bradley      | 21 ottobre 1989 (23 anni)  | 23    | 0    | Lincoln City         |
| 6  | D    | Casey Stoney (c)    | 13 maggio 1982 (31 anni)   | 110   | 5    | Lincoln City         |
| 7  | A    | Eniola Aluko        | 21 febbraio 1987 (26 anni) | 70    | 14   | Chelsea              |
| 8  | C    | Anita Asante        | 27 aprile 1985 (28 anni)   | 64    | 1    | Kopparbergs/Göteborg |
| 9  | A    | Ellen White         | 9 maggio 1989 (24 anni)    | 37    | 14   | Arsenal              |
| 10 | C    | Fara Williams       | 25 gennaio 1984 (29 anni)  | 114   | 36   | Liverpool            |
| 11 | C    | Rachel Yankey       | 1º novembre 1979 (33 anni) | 127   | 19   | Arsenal              |
| 12 | C    | Jessica Clarke      | 5 maggio 1989 (24 anni)    | 39    | 10   | Lincoln City         |
| 13 | P    | Rachel Brown        | 18 luglio 1980 (32 anni)   | 81    | 0    | Everton              |
| 14 | C    | Karen Carney        | 1º agosto 1987 (25 anni)   | 82    | 13   | Birmingham City      |
| 15 | D    | Laura Bassett       | 2 agosto 1983 (29 anni)    | 31    | 0    | Birmingham City      |
| 16 | C    | Jordan Nobbs        | 8 dicembre 1992 (20 anni)  | 6     | 1    | Arsenal              |
| 17 | A    | Toni Duggan         | 25 luglio 1991 (21 anni)   | 8     | 2    | Everton              |
| 18 | D    | Dunia Susi          | 11 agosto 1987 (25 anni)   | 21    | 0    | Chelsea              |
| 19 | D    | Gemma Bonner        | 13 luglio 1991 (21 anni)   | 0     | 0    | Liverpool            |
| 20 | C    | Jade Moore          | 22 ottobre 1990 (22 anni)  | 5     | 1    | Birmingham City      |
| 21 | D    | Lucy Bronze         | 28 ottobre 1991 (21 anni)  | 1     | 0    | Liverpool            |
| 22 | A    | Kelly Smith         | 29 ottobre 1978 (34 anni)  | 113   | 46   | Arsenal              |
| 23 | P    | Siobhan Chamberlain | 15 agosto 1983 (29 anni)   | 25    | 0    | Bristol Academy      |

#### Francia
La rosa definitiva della squadra venne annunciata il 31 maggio 2013. L'attaccante Laëtitia Tonazzi fu esclusa a causa di un infortunio e sostituita da Viviane Asseyi.
Selezionatore: Bruno Bini
| N. | Pos. | Giocatore               | Data nascita (età)          | Pres. | Reti | Squadra             |
| -- | ---- | ----------------------- | --------------------------- | ----- | ---- | ------------------- |
| 1  | P    | Céline Deville          | 24 gennaio 1982 (31 anni)   | 58    | 0    | Olympique Lione     |
| 2  | D    | Wendie Renard           | 20 luglio 1990 (22 anni)    | 36    | 6    | Olympique Lione     |
| 3  | D    | Laure Boulleau          | 22 ottobre 1986 (26 anni)   | 39    | 0    | Paris Saint-Germain |
| 4  | D    | Laura Georges           | 20 agosto 1984 (28 anni)    | 136   | 5    | Olympique Lione     |
| 5  | D    | Ophélie Meilleroux      | 18 gennaio 1984 (29 anni)   | 67    | 0    | Montpellier         |
| 6  | C    | Sandrine Soubeyrand (c) | 16 agosto 1973 (39 anni)    | 194   | 17   | FCF Juvisy          |
| 7  | D    | Corine Franco           | 5 ottobre 1983 (29 anni)    | 81    | 11   | Olympique Lione     |
| 8  | C    | Élise Bussaglia         | 24 settembre 1985 (27 anni) | 111   | 20   | Olympique Lione     |
| 9  | A    | Eugénie Le Sommer       | 18 maggio 1989 (24 anni)    | 74    | 26   | Olympique Lione     |
| 10 | C    | Amandine Henry          | 28 settembre 1989 (23 anni) | 13    | 1    | Olympique Lione     |
| 11 | D    | Julie Soyer             | 30 giugno 1985 (28 anni)    | 6     | 0    | FCF Juvisy          |
| 12 | A    | Élodie Thomis           | 13 agosto 1986 (26 anni)    | 90    | 27   | Olympique Lione     |
| 13 | C    | Camille Catala          | 6 maggio 1991 (22 anni)     | 18    | 2    | FCF Juvisy          |
| 14 | C    | Louisa Nécib            | 23 gennaio 1987 (26 anni)   | 97    | 20   | Olympique Lione     |
| 15 | D    | Jessica Houara          | 29 settembre 1987 (25 anni) | 7     | 0    | Paris Saint-Germain |
| 16 | P    | Sarah Bouhaddi          | 17 ottobre 1986 (26 anni)   | 67    | 0    | Olympique Lione     |
| 17 | C    | Gaëtane Thiney          | 28 ottobre 1985 (27 anni)   | 88    | 35   | FCF Juvisy          |
| 18 | A    | Marie-Laure Delie       | 29 gennaio 1988 (25 anni)   | 59    | 45   | Montpellier         |
| 19 | A    | Sandrine Brétigny       | 2 luglio 1984 (29 anni)     | 22    | 9    | 1. FFC Francoforte  |
| 20 | A    | Viviane Asseyi          | 20 novembre 1993 (19 anni)  | 1     | 0    | Montpellier         |
| 21 | P    | Karima Benameur         | 19 luglio 1989 (23 anni)    | 2     | 0    | Paris Saint-Germain |
| 22 | D    | Sabrina Delannoy        | 18 maggio 1986 (27 anni)    | 5     | 0    | Paris Saint-Germain |
| 23 | C    | Camille Abily           | 5 dicembre 1984 (28 anni)   | 116   | 23   | Olympique Lione     |

#### Russia
La rosa definitiva della squadra venne annunciata il 1º luglio 2013.
Selezionatore: Sergej Lavrent'ev
| N. | Pos. | Giocatore             | Data nascita (età)         | Pres. | Reti | Squadra            |
| -- | ---- | --------------------- | -------------------------- | ----- | ---- | ------------------ |
| 1  | P    | El'vira Todua         | 31 gennaio 1986 (27 anni)  | 69    | 0    | Rossijanka         |
| 2  | D    | Julija Gordeeva       | 5 gennaio 1988 (25 anni)   | 5     | 0    | CSP Izmajlovo      |
| 3  | C    | Ekaterina Stepanenko  | 21 maggio 1983 (30 anni)   | 8     | 0    | CSP Izmajlovo      |
| 4  | C    | Marija D'jačkova      | 26 maggio 1982 (31 anni)   | 27    | 0    | Zvezda 2005 Perm'  |
| 5  | C    | Ol'ga Petrova         | 9 luglio 1986 (27 anni)    | 52    | 8    | Rossijanka         |
| 6  | C    | Julija Bessolova      | 23 agosto 1992 (20 anni)   | 0     | 0    | CSP Izmajlovo      |
| 7  | A    | Olesja Kuročkina      | 6 settembre 1983 (29 anni) | 50    | 19   | CSP Izmajlovo      |
| 8  | C    | Valentina Savčenkova  | 29 aprile 1983 (30 anni)   | 55    | 7    | Rjazan'-VDV        |
| 9  | C    | Anastasija Pozdeeva   | 12 giugno 1993 (20 anni)   | 3     | 0    | Zvezda 2005 Perm'  |
| 10 | C    | Elena Terechova       | 5 luglio 1987 (26 anni)    | 45    | 4    | Rjazan'-VDV        |
| 11 | A    | Ekaterina Sočneva     | 12 agosto 1985 (27 anni)   | 51    | 18   | Zorkij Krasnogorsk |
| 12 | P    | Julija Gričenko       | 10 marzo 1990 (23 anni)    | 3     | 0    | Kubanočka          |
| 13 | C    | Alla Sidorovskaja     | 27 luglio 1983 (29 anni)   | 9     | 0    | CSP Izmajlovo      |
| 14 | C    | Tat'jana Skotnikova   | 27 novembre 1978 (34 anni) | 88    | 9    | Rossijanka         |
| 15 | D    | Anastasija Kostjukova | 15 maggio 1985 (28 anni)   | 20    | 2    | Zorkij Krasnogorsk |
| 16 | D    | Natal'ja Perceva      | 4 giugno 1984 (29 anni)    | 47    | 1    | Rossijanka         |
| 17 | A    | Natal'ja Šljapina     | 12 luglio 1983 (29 anni)   | 54    | 23   | Rossijanka         |
| 18 | D    | Elena Medved'         | 23 gennaio 1985 (28 anni)  | 24    | 1    | Zorkij Krasnogorsk |
| 19 | D    | Ksenija Cybutovič (c) | 26 giugno 1987 (26 anni)   | 53    | 1    | Rjazan'-VDV        |
| 20 | A    | Nelli Korovkina       | 1º novembre 1989 (23 anni) | 8     | 3    | CSP Izmajlovo      |
| 21 | P    | Margarita Širokova    | 14 gennaio 1992 (21 anni)  | 1     | 0    | Rossijanka         |
| 22 | D    | Dar'ja Makarenko      | 7 marzo 1992 (21 anni)     | 16    | 0    | Zvezda 2005 Perm'  |
| 23 | C    | Elena Morozova        | 15 marzo 1987 (26 anni)    | 58    | 12   | Zorkij Krasnogorsk |

#### Spagna
La rosa definitiva della squadra venne annunciata il 29 giugno 2013.
Selezionatore: Ignacio Quereda
| N. | Pos. | Giocatore            | Data nascita (età)         | Pres. | Reti | Squadra                |
| -- | ---- | -------------------- | -------------------------- | ----- | ---- | ---------------------- |
| 1  | P    | Ainhoa Tirapu        | 4 settembre 1984 (28 anni) | 29    | 0    | Athletic Bilbao        |
| 2  | C    | Virginia Torrecilla  | 4 settembre 1991 (21 anni) | 1     | 0    | Barcellona             |
| 3  | D    | Leire Landa          | 19 dicembre 1986 (26 anni) | 8     | 0    | Athletic Bilbao        |
| 4  | D    | Melisa Nicolau       | 20 giugno 1985 (28 anni)   | 31    | 0    | Barcellona             |
| 5  | D    | Ruth García          | 26 aprile 1987 (26 anni)   | 28    | 2    | Levante                |
| 6  | D    | Miriam Diéguez       | 4 maggio 1986 (27 anni)    | 25    | 0    | Barcellona             |
| 7  | C    | Priscila Borja       | 28 aprile 1985 (28 anni)   | 11    | 5    | Atlético Madrid        |
| 8  | A    | Sonia Bermúdez       | 18 novembre 1984 (28 anni) | 29    | 14   | Barcellona             |
| 9  | A    | Verónica Boquete (c) | 9 aprile 1987 (26 anni)    | 29    | 22   | Tyresö FF              |
| 10 | A    | Adriana Martín       | 27 novembre 1986 (26 anni) | 32    | 26   | Western New York Flash |
| 11 | C    | Sandra Vilanova      | 1º gennaio 1981 (32 anni)  | 45    | 2    | Espanyol               |
| 12 | A    | Alexia Putellas      | 4 febbraio 1994 (19 anni)  | 4     | 1    | Barcellona             |
| 13 | P    | Dolores Gallardo     | 10 giugno 1993 (20 anni)   | 2     | 0    | Atlético Madrid        |
| 14 | C    | Victoria Losada      | 5 marzo 1991 (22 anni)     | 7     | 0    | Barcellona             |
| 15 | C    | Silvia Meseguer      | 12 marzo 1989 (24 anni)    | 26    | 4    | Espanyol               |
| 16 | C    | Nagore Calderón      | 2 giugno 1993 (20 anni)    | 4     | 0    | Atlético Madrid        |
| 17 | C    | Elixabet Ibarra      | 29 giugno 1981 (32 anni)   | 29    | 2    | Athletic Bilbao        |
| 18 | D    | Marta Torrejón       | 27 febbraio 1990 (23 anni) | 28    | 4    | Espanyol               |
| 19 | A    | Erika Vázquez        | 6 febbraio 1983 (30 anni)  | 38    | 7    | Athletic Bilbao        |
| 20 | D    | Irene Paredes        | 4 luglio 1991 (22 anni)    | 7     | 0    | Athletic Bilbao        |
| 21 | C    | Jennifer Hermoso     | 9 maggio 1990 (23 anni)    | 7     | 1    | Tyresö FF              |
| 22 | C    | Amanda Sampedro      | 26 giugno 1993 (20 anni)   | 0     | 0    | Atlético Madrid        |
| 23 | P    | María José Pons      | 8 agosto 1984 (28 anni)    | 4     | 0    | Espanyol               |